# Lercara Friddi
Lercara Friddi (sicilià Lercara) és un municipi italià, dins de la ciutat metropolitana de Palerm. L'any 2007 tenia 7.386 habitants. Limita amb els municipis de Castronovo di Sicilia, Prizzi, Roccapalumba i Vicari

## Administració
| Període | Identitat      | Partit        |
| ------- | -------------- | ------------- |
| 2008-   | Gaetano Licata | Llista cívica |

## Personatges il·lustres
- El pare del cantant Frank Sinatra va néixer ací.
- Lucky Luciano (1897-1962), mafioso
- Andrea Finocchiaro Aprile (1878-1964), polític
- Gioacchino Germanà, polític nacionalista sicilià.